# Teerasil Dangda
Teerasil Dangda ou ธีรศิลป์ แดงดา en thaï, né le 6 juin 1988 à Bangkok en Thaïlande, est un footballeur international thaïlandais.

## Biographie

### Carrière en club
Le 21 février 2014, Teerasil signe avec l'UD Almería un prêt d'une durée d'un an. Il deviendra alors le premier footballeur thaïlandais à jouer en Liga. Il arrive dans son nouveau club le 9 juin.
Teerasil fait ses débuts en Liga BBVA le 23 août 2014, il entre à la 65e minute à la place de Fernando Soriano lors d'un match nul 1-1 à domicile contre l'Espanyol Barcelone. Il devient ainsi le premier footballeur thaïlandais à jouer en première division espagnole. Il joue son premier match en tant que titulaire le 5 décembre lors d'un match de la coupe d'Espagne, et marque le deuxième but de son équipe d'une victoire 4-3 contre le Bétis Séville.

### Carrière internationale
Teerasil Dangda est retenu par Charnwit Polcheewin pour disputer la Coupe d'Asie 2007. Il dispute un seul match lors du tournoi contre l'Irak.
Il honore sa première sélection en A le 7 juillet 2007 lors d'un match de la Coupe d'Asie 2007 contre l'Irak. Il entre à la 86e minute à la place de Sutee Suksomkit (1-1). Le 8 octobre 2007, il marque son premier but en sélection contre Macao lors d'un match des éliminatoires de la Coupe du monde 2010 (victoire 6-1).
Il compte 111 sélections pour 49 buts en équipe de Thaïlande depuis 2007.

## Palmarès

### En club
- Avec le Muangthong United :
  - Champion de Thaïlande en 2009, 2010 et 2012
  - Vainqueur de la Kor Royal Cup en 2010

### Équipe nationale
- Vainqueur des Jeux d'Asie du Sud-Est en 2007

### Distinctions personnelles
- Meilleur buteur du Championnat d'Asie du Sud-Est en 2008 (4 buts), 2012 (5 buts), 2016 (6 buts) et 2021 (4 buts)
- Membre de l'équipe-type du Championnat d'Asie du Sud-Est en 2012
- Meilleur buteur du Championnat de Thaïlande en 2012 (24 buts)
- Meilleur joueur du Championnat de Thaïlande en 2012

## Statistiques

### Buts en sélection
Le tableau suivant liste les résultats de tous les buts inscrits par Teerasil Dangda avec l'équipe de Thaïlande.